# Peter Heywood
Pour les articles homonymes, voir Heywood.
Le capitaine Peter Heywood (1772- 1831) est un officier de la marine britannique originaire de l'île de Man, connu pour avoir participé à la mutinerie de la Bounty.

## Heywood et la mutinerie de laBounty
Le voyage sur la Bounty en 1787 était le premier de Heywood, tout jeune midshipman. Il était ami de Fletcher Christian, qui ensuite acceptera de conduire les mutins. Heywood quant à lui n'a pas été considéré comme l'un des meneurs de la mutinerie, ce qui lui valut une certaine indulgence pendant le procès.
Après la mutinerie, une tentative de coloniser Tubuai - une des Îles Australes - ayant échoué, Heywood retourne à Tahiti avec 15 autres marins, après une division entre les mutins. D'un côté Christian et quelques marins, avec des Tahitiens des deux sexes, se rendaient avec la Bounty aux îles Pitcairn, où ils brulèrent le bateau. De l'autre le groupe de 16 se réduit assez vite à 14 à la suite d'un règlement de comptes qui tourna très mal entre deux hommes. Heywood et les 13 autres furent ensuite capturés par le capitaine Edward Edwards venu à Tahiti sur le HMS Pandora pour les rechercher.
Les « mutins » laissés à Tahiti étaient, dans l'équipage du Bounty, ceux qui n'avaient pu partir avec Bligh sur sa chaloupe, mais qui n'avaient pas l'intention de rester dans le Pacifique avec les vrais mutins. Ils avaient d'ailleurs commencé à se construire une embarcation de fortune pour essayer de gagner les Indes et y trouver un moyen de rejoindre l'Angleterre. Mais le Pandora arriva avant qu'ils ne parviennent à réaliser leur projet.
Heywood, James Morrison et cinq autres soi-disant « mutins » se présentèrent d'eux-mêmes au Pandora, croyant assez naïvement que ce navire était là pour les sauver. Ils furent en fait arrêtés, inculpés de piraterie et enfermés dans une prison de bois sur le navire, qui fut surnommée Pandora's Box (boîte de Pandore). Heywood et ses compagnons (14 au total) y passèrent 4 mois, enchaînés, aux fers. À bord du Pandora se trouvait un marin du Bounty, Thomas Hayward, qui avait suivi Bligh. Heywood chercha à le contacter, mais celui-ci n'y consentit pas.
Quand le Pandora coula aux abords du détroit de Torres, Heywood fut des dix prisonniers qui survécurent et réussirent le voyage de 15 jours jusqu'à Timor (avec 98 hommes) sur 4 embarcations. Après quoi ils arrivèrent en Angleterre en 1792. Là, Heywood passa en cour martiale, et fut condamné à mort. Il fut cependant gracié et sur la recommandation de Lord Hood put réintégrer les rangs de la Royal Navy.

## Suite de sa carrière
Il servit sous les ordres de son oncle Sir Thomas Pasley à bord du HMS Bellerophon et parvint au niveau de post-captain. Il refusa le rang de commodore sur les Grands Lacs du Canada en 1818 pour raisons de santé. Il serait arrivé au rang d'amiral mais mourut avant, à 58 ans.

## Anecdotes
- Sa belle-fille, Diana Jolliffe, épousera l'amiral Edward Belcher.
- Heywood est sans doute connu surtout pour avoir été à l'origine du personnage de Roger Byam, personnage principal et narrateur du roman The Mutiny On The Bounty de Charles Nordhoff et James Norman Hall (1932). Byam est aussi cité dans certains des films basés sur ce roman :
  - In the Wake of the Bounty, de Charles Chauvel en 1933, avec Arthur Greenaway comme narrateur,
  - Les Révoltés du Bounty de Frank Lloyd en 1935, avec Franchot Tone dans le rôle de Byam.

En revanche, Lewis Milestone, dans Les Révoltés du Bounty qui s'inspire du même livre, ne mentionne pas Byam. Quant à Roger Donaldson, son Le Bounty s'inspire d'un autre livre, de Richard Hough, et le rôle de Thomas Heywood est interprété par Simon Adams.